# Madulain
Madulain (hasta 1943 oficialmente en alemán Madulein) es una comuna suiza del cantón de los Grisones, situada en situada en la región de Maloja en el valle de la Engadina. La comuna se encuentra dividida en dos partes, la primera, en la cual se encuentra al núcleo urbano principal, está encerrada por la con la comuna de S-chanf al norte, Zuoz al este y oeste, y La Punt Chamues-ch al sur. La segunda parte, se encuentra enclavada más hacia el sur, entre las comunas de Zuoz, La Punt Chamues-ch y Pontresina.